# Monisha Kaltenborn
Monisha Kaltenborn, née Monisha Narang le 10 mai 1971 à Dehradun (Inde), est une avocate indo-autrichienne. Elle était directrice générale de l'écurie de Formule 1 Sauber de 2010 au 21 juin 2017. En 2012, elle est devenue la première femme à occuper le poste de Team Principal sur les Grand Prix de Formule 1.

## Biographie

### Jeunesse et études (1971-1999)
Née à Dehradun (Uttarakhand, Inde), Monisha Kaltenborn rêve un temps de devenir astronaute. Alors qu'elle a huit ans, ses parents décident d'émigrer dans un pays qui lui permette de faire de meilleures études qu'en Inde. Ils cherchent en priorité un pays anglophone mais partent finalement pour Vienne car l'oncle de Monisha travaille au siège de l'AIEA qui se trouve dans cette ville. 
Entre 1990 et 1995, Monisha Kaltenborn fait des études de droit à l'université de Vienne et travaille en parallèle pour l'ONUDI. En 1996, elle obtient une maîtrise en droit international à la London School of Economics. Ses études terminées, elle travaille dans des cabinets d'avocats, d'abord chez Gleiss Lutz (1996-1997), à Stuttgart, où elle rencontre son mari, puis chez Wolf & Theis (1997-1998), et enfin chez Fritz Kaiser Group (1998-1999). Le directeur Fritz Kaiser détient alors des parts dans l'écurie Sauber et propose à Kaltenborn d'intégrer l'écurie pour diriger le département juridique.

### Engagement dans l'écurie Sauber
En 2000, Kaiser vend ses actions mais Kaltenborn conserve son poste, devenant même membre du conseil d'administration en 2001. Fin 2005, BMW rachète Sauber qui devient BMW Sauber F1 Team. Les résultats de l'équipe sont plutôt bons : au Grand Prix du Canada 2008, Robert Kubica lui offre sa première victoire en Formule 1. Cependant, BMW, touchée par la crise, se désengage et revend l'écurie à son fondateur Peter Sauber à la fin de la saison 2009.
Monisha Kaltenborn joue alors un grand rôle dans le sauvetage de l'équipe et, début 2010, est nommée directrice générale de la société. Le 16 mai 2012, Peter Sauber lui cède un tiers des parts de l'équipe. Alors que des rumeurs prédisent une passation de pouvoir, Sauber déclare « [vouloir] rester jusqu'à ce que l'équipe soit stable financièrement et la porter à un bon niveau » mais affirme avoir « décidé il y a longtemps que Monisha prendrait [s]a place ». 
Le 11 octobre, à la veille de ses 69 ans, il considère finalement que « c'est le moment de passer le relais » et nomme Kaltenborn team principal,, faisant d'elle la première femme à occuper ces responsabilités en Formule 1.
Le 21 juin 2017, le fonds d'investissement suisse Longbow Finance, propriétaire de l'écurie Sauber, se sépare de Monisha Kaltenborn avec effet immédiat, en raison « d'opinions divergentes pour l'avenir de l'entreprise. » Le groupe suisse précise que le nom du successeur de Kaltenborn sera dévoilé prochainement,. Le 12 juillet, elle est officiellement remplacée par Frédéric Vasseur qui avait quitté Renault F1 Team lors de l'intersaison 2016-2017